# Loquendo
Loquendo S.p.A é uma empresa italiana que opera no setor de tecnologia/processamento vocal, produzindo sistemas através da síntese de voz e da interação vocal homem-máquina como o reconhecimento e autenticação ou execução de um dado comando por voz. Parte do grupo Telecom Itália, foi fundada como um spin-off da CSELT em 2001. Em agosto de 2011 foi vendida ao grupo norte-americano Nuance Communications, considerado um dos líderes históricos do setor a nível mundial.

## História
Loquendo foi originalmente um grupo de pesquisa criado em meados dos anos setenta por gerentes da IRI-STET nos laboratórios da CSELT em Turim antes de se tornar uma empresa de direito próprio em 2001.

## No Brasil
No Brasil a empresa ficou conhecida por uma de suas vozes criadas em português, batizada de Felipe, uma voz artificial masculina utilizada por vários humoristas e streamers brasileiros no Youtube, além de ser disponibilizada no app Voz da Zueira.